# Maja Radenkovic
Maja Radenkovic (* 7. April 2002) ist eine schwedische Tennisspielerin.

## Karriere
Radenkovic begann mit drei Jahren mit dem Tennisspielen und bevorzugt laut ITF-Profil Hartplätze. Sie spielt hauptsächlich auf Turnieren der ITF Women’s World Tennis Tour, bei der sie bislang einen Doppeltitel gewinnen konnte.

## Turniersiege

### Doppel
| Nr. | Datum          | Turnier            | Kategorie | Belag | Partnerin        | Finalgegnerinnen                    | Ergebnis   |
| --- | -------------- | ------------------ | --------- | ----- | ---------------- | ----------------------------------- | ---------- |
| 1.  | 29. April 2023 | Kuršumlijska Banja | ITF W15   | Sand  | Madelief Hageman | Laura Cíleková Ewjalina Laskewitsch | ohne Spiel |